# پیشاکوه‌اسب
پیشاکوه‌اسب (نام علمی: Protorohippus) نام یک سرده از تیره اسبیان است.
پیشاکوه‌اسب (که قبلاً آن را کوه‌خرگوش‌دد یا پگاه‌اسب می‌نامیدند) یکی از قدیمی‌ترین اسب‌هایی است که می‌شناسیم. سنگواره‌های این جانور را در غرب ایالات متحده یافته‌اند. پیشاکوه‌اسب تقریباً به اندازه‌ی یک سگ بیگل یا تریِر بود و پاهایی کوتاه -با چهار انگشت در پاهای جلو و سه انگشت در پاهای عقب- داشت. پوزه و کاسه‌ی مغز این جانور از پوزه و کاسه‌ی مغز اسب‌های بعدی کوچک‌تر بودند و شکاف میان دندان‌های پیشین و پسین آن هم کوچک‌تر بود. دندان‌های آسیای ابتدایی و کوتاه‌عاج پیشاکوه‌اسب شباهت زیادی به دندان‌های تاپیرسانان -نیاکان تاپیرهای امروزی- داشت.
نام پیشاکوه‌اسب را زمانی برای اسب‌های ابتدایی آمریکایی به‌کار می‌بردند، اما پژوهش‌های تازه نشان داده‌اند که این نام بر پستانداران اروپایی اسب‌مانند دلالت می‌کند، نه بر اسب.